# Campionati mondiali di taekwondo a squadre 2010
I Campionati mondiali di taekwondo a squadre 2010 si sono svolti dal 17 al 20 luglio al Xinjiang Sports Center di Urumqi, in Cina. È stata la 3ª edizione del torneo, organizzato dalla World Taekwondo.

## Podi
| Evento           | Oro           | Argento | Bronzo                |
| Torneo maschile  | Iran          | Spagna  | Turchia Corea del Sud |
| Torneo femminile | Corea del Sud | Cina    | Turchia Thailandia    |

## Medagliere
| Posiz. | Nazione       | Oro | Argento | Bronzo | Totale |
| ------ | ------------- | --- | ------- | ------ | ------ |
| 1      | Corea del Sud | 1   | 0       | 1      | 2      |
| 2      | Iran          | 1   | 0       | 0      | 1      |
| 3      | Spagna        | 0   | 1       | 0      | 1      |
| 3      | Cina          | 0   | 1       | 0      | 1      |
| 5      | Turchia       | 0   | 0       | 2      | 2      |
| 6      | Thailandia    | 0   | 0       | 1      | 1      |
| Totale | Totale        | 2   | 2       | 4      | 8      |